# Owczarnia (województwo mazowieckie)
Owczarnia – wieś sołecka w gminie Brwinów, powiecie pruszkowskim, w województwie mazowieckim. Owczarnia wraz z Żółwinem i Terenią, które nie są terytorialnie powiązane z pozostałą częścią gminy, stanowi eksklawę gminy Brwinów. Owczarnię od gminy Brwinów oddziela miasto Podkowa Leśna i Milanówek, należące do powiatu grodziskiego.

## Historia
Owczarnia to wioska leżąca na południowy zachód od Podkowy Leśnej, tzw. miasta-ogrodu. Od zarania swych dziejów związana jest z blisko położonym majątkiem ziemskim zwanym „Książenice”, założonym już w XVII wieku przez jezuitów z nadania królewskiego. Na rozległym terenie powstałym z wyrębu lasów prowadzili oni dobrze prosperujące gospodarstwa rolno-hodowlane, do których sprowadzili z Podhala owce. Zachęcał ich do tego książę Józef Poniatowski, który często odwiedzał te okolice i polował na zwierzynę w lasach Młochowskich. Owczarnia była pierwotnie takim właśnie gospodarstwem hodowlanym, wypasającym owce na połoninach leśnych. Stąd też wywodzi się nazwa dzisiejszej wsi – Owczarnia. Po latach z małej kolonii, a potem osiedla pełniącego służebną rolę wobec majątku Książenice rozwinęła się Owczarnia w dzisiejszą wieś, liczącą prawie 1500 mieszkańców. Mieszkają i pracują tu ludzie, którzy przybyli z różnych stron kraju – z ziemi krakowskiej, kieleckiej czy mazowieckiej. Według najstarszych dokumentów z tego terenu (spisów, metryk) oraz relacji najstarszych obywateli należy stwierdzić, że już od wieku XVIII spotyka się te same nazwiska: Kucharskich, Pokropków, Rutkowskich, Sandomierskich, Pływaczewskich, Janczaków, Miszczaków i Struzików.
Owczarnia należy dziś do gminy Brwinów w powiecie pruszkowskim. Jednym z bardziej zasłużonych obywateli wsi był inżynier Stanisław Lilpop (1817–1866) – przemysłowiec i konstruktor, jeden z ojców polskiego przemysłu maszynowego, który przyczynił się do jego rozwoju. Owczarnia była ostatnim miejscem zamieszkania dr Haliny Wasilewskiej-Trenkner – minister finansów w Rządzie Jerzego Buzka (2001), członkini Rady Polityki Pieniężnej (2004–2010), przed jej śmiercią w połowie listopada 2017.
Podkreślić należy, że historia powstania i rozwoju wsi Owczarnia związana jest również z budową linii Warszawskiej Kolei Dojazdowej z Warszawy Śródmieście do Grodziska Mazowieckiego Radońska, zbudowanej w początkach XX wieku. 11 grudnia 1927 roku została uroczyście uruchomiona Elektryczna Kolej Dojazdowa z Warszawy do Grodziska Mazowieckiego obecnie kolejka WKD. Na granicy Owczarni i Milanówka zlokalizowana jest stacja kolejki WKD Kazimierówka, która od prawie 100 lat służy mieszkańcom Owczarni. Na terenie Owczarni działa świetlica gminna OWCA przy ul. Cyprysowej, place zabaw dla dzieci przy ul. Małej i ul. Żółwińskiej oraz Niezależny Zakład Opieki Zdrowotnej BASIS przy ul. Kazimierzowskiej 33D.

## Kultura
Na terenie Owczarni w „Kazimierówce” znajduje się ogród rzeźb meksykańskiego rzeźbiarza Juana Soriano. Ogród prowadzi Marek Keller, były tancerz Zespołu Pieśni i Tańca Mazowsze, prywatnie partner Juana Soriano.